# チアミンオキシダーゼ
チアミンオキシダーゼ（thiamine oxidase）は、次の化学反応を触媒する酸化還元酵素である。
反応式の通り、この反応は二段階で起こる。まず、チアミンが酸化されてチアミンアルデヒドとなり、さらに酸化されてチアミン酢酸となる。この反応では補因子としてFADを用いる。
組織名はthiamine:oxygen 5-oxidoreductaseで、別名にthiamin dehydrogenase, thiamine dehydrogenase, thiamin:oxygen 5-oxidoreductaseがある。